# Необыкновенные приключения экспедиции Барсака
«Необыкновенные приключения экспедиции Барсака» (фр. L'Étonnante Aventure de la mission Barsac) — роман написанный французским писателем Жюлем Верном в 1905 году, а продолжение — его сыном Мишелем Верном через 9 лет, в 1913 году. В книге повествуется о событиях, происходящих в центральной Африке. Всего в романе 27 глав в двух частях.
Русский перевод (впервые вышел в 1958, журнальный вариант в 1939 году в журнале «Пионер») принадлежит перу известного писателя Александра Волкова.

## Сюжет

### Часть I

#### Дело центрального банка
В конце рабочего дня в центре Лондона совершается дерзкое ограбление центрального банка Англии. Неизвестные налётчики связывают служащих банка и очищают сейфы. Во время ограбления звонит телефон — хладнокровный главарь банды, узнав о крупной сумме денег, находящейся в соседнем агентстве, принимает решение ограбить и его. Переодевшись в инкассаторов, грабители успешно забирают деньги и бесследно исчезают. В этот же день полиция тщетно пытается напасть на след банды.

#### Экспедиция
В Парижском парламенте уже несколько месяцев не утихают споры. Депутат Барсак выступает за увеличение свободы колониальных народов, за предоставление им права на голосование. Его оппонент Бордьер утверждает, что народы ещё не достигли уровня цивилизации. Чтобы решить спор, принято решение отправить в Африку экспедицию.

## Персонажи

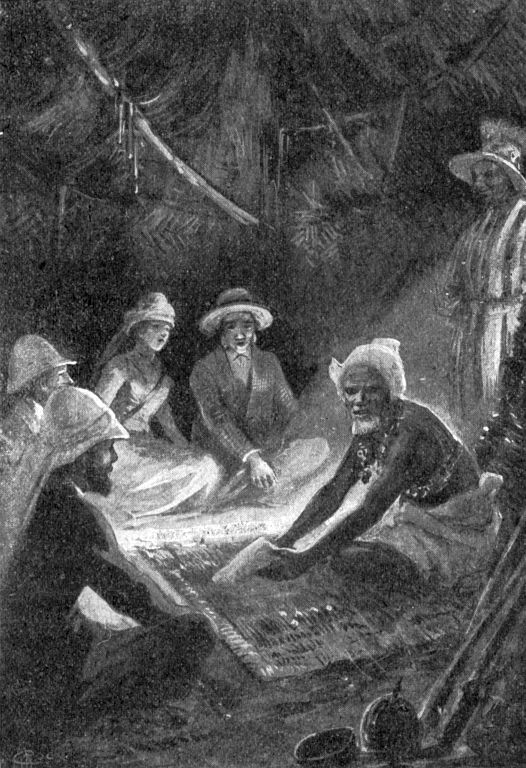
Иллюстрация Жоржа Ру

| Главные герои       | Главные герои |
| ------------------- | --- |
| Амадей Флоранс      | Корреспондент газеты «Экспансьон Франсез». |
| Барсак              | Авторитетный член французской Палаты депутатов, занимающийся колониальными вопросами.                                                                                             |
| Жанна Бакстон       | Вторая дочь лорда Бакстона Гленора, присоединилась к экспедиции Барсака под фамилией Морна с целью найти могилу своего брата Джорджа и доказать его невиновность.                 |
| Аженор де Сен-Берен | Внук лорда Бакстона Гленора от первого брака, племянник Жанны Бакстон, отличающийся невероятной рассеянностью, необузданной страстью к ужению рыбы и отвращением к женскому полу. |
| Вильям Фернэй       | Сын второй жены лорда Бакстона Гленора от её первого брака. Изгнанный лордом из замка, бежал в Африку под именем/кличкой Гарри Киллер.                                            |
| Пьер Марсенэй       | Капитан колониальной пехоты, командир конвоя экспедиции. |
| Доктор Шатоннэй     | Медик экспедиции, очень весёлый человек. |
| Марсель Камарэ      | Французский инженер, создатель Блэкленда. |
| Морилирэ            | Проводник экспедиции, подосланный Гарри Киллером. |

## Блэкланд
Вымышленный город, в котором происходят события второй части романа.

### Секции

#### Первая секция
В первой секции обитала аристократия Блэкланда, которую со зловещим юмором называли Весёлыми ребятами.

#### Вторая секция
Квартал рабов — самая большая секция, занимающая 31 гектар. Всего было 5778 рабов, из них 4196 мужчин и 1582 женщины. Большинство из них использовались для сельскохозяйственных работ. Они часто умирали, но набеги на деревни быстро пополняли недостачу.

#### Третья секция — Гражданский корпус
В третьей секции обитали белые, не вошедшие в первую секцию. Самая удалённая от центра, она тянулась полукругом, длиной в 1600 и шириной в 50 метров, между стеной и второй секцией, где заключались рабы. С обоих концов полукруг соединялся с первой секцией. В Гражданском корпусе проживало 286 человек, из них 45 женщин.